# برت سوتلار
برت سوتلار (صربی‌کرواتی: Bert Sotlar؛ ۴ فوریه ۱۹۲۱ – ۱۰ ژوئن ۱۹۹۲) بازیگر اهل اسلوونی بود.
از فیلم‌هایی که وی در آن‌ها نقش داشته‌است، می‌توان به لحظه تصمیم، نبرد سوتیسکا و جاده یک‌ساله اشاره نمود.